# Brunnsängs kyrka
Brunnsängs kyrka är en kyrkobyggnad i Södertälje kommun. Den är församlingskyrka i Östertälje församling, Strängnäs stift.

## Bakgrund
Kyrkan är belägen i stadsdelens centrala delar, i anslutning till stadsdelscentrumet. Intill kyrkobyggnaden finns en park, och ett vidsträckt öppet grönområde där man ibland anordnar aktiviteter i anslutning till församlingen. På senare år har det blivit alltmer populärt att konfirmera sig i Brunnsängs kyrka.
Brunnsängs kyrka invigdes 22 augusti 1982, vilket gör den till stadens nyaste kyrka.
Invändigt pryds kyrkan av en tredelad altartavla med 15 akvareller målade av Sven H Johansson. I byggnaden finns det även ett församlingshem.

### Webbkällor
- byggnadspresentation